# Juan Guas

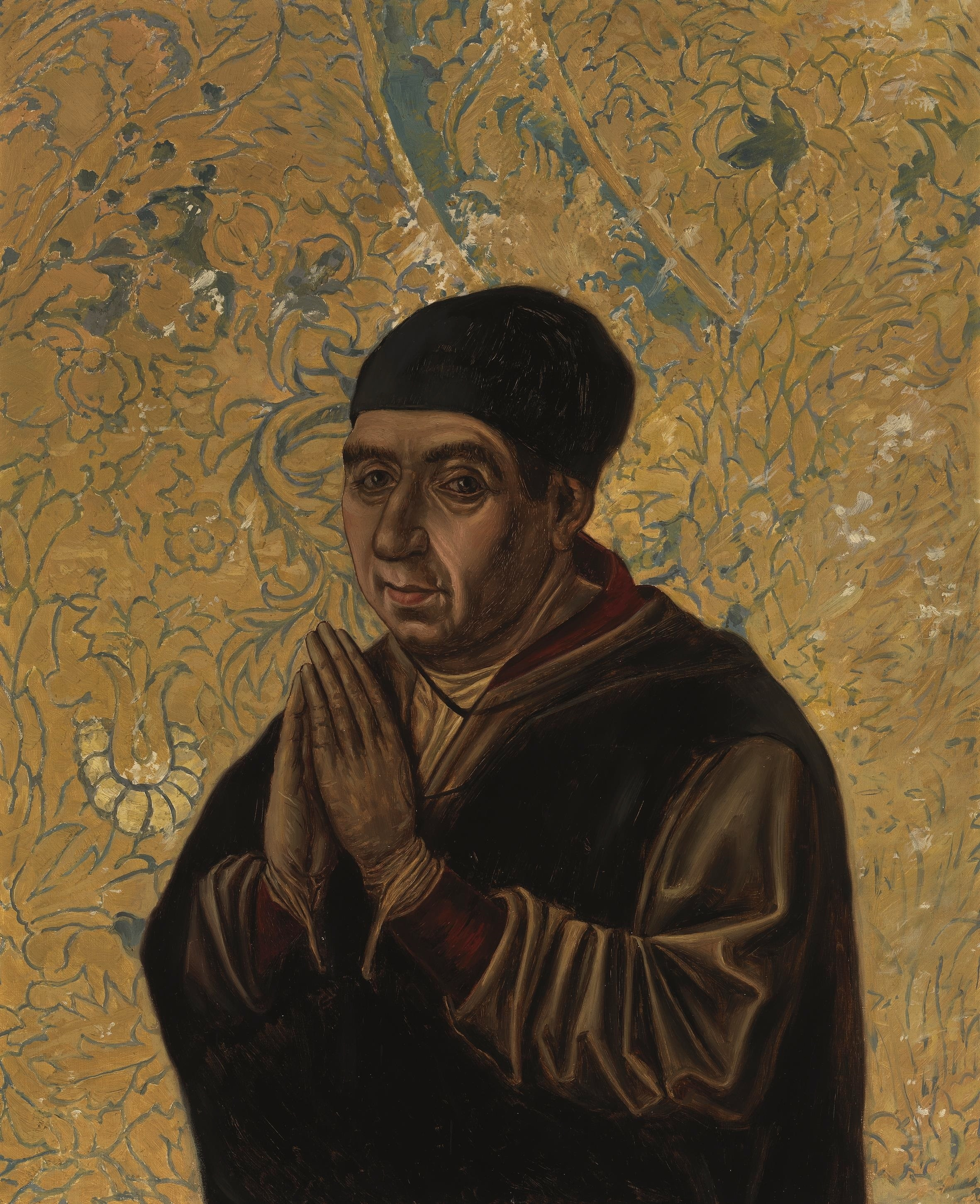
Juan Guas in einer Kopie (ca. 1877) des spätmittelalterlichen Originals aus der Grabkapelle in der Kirche Santos Justo y Pastor, Toledo (Museo del Prado, Madrid)

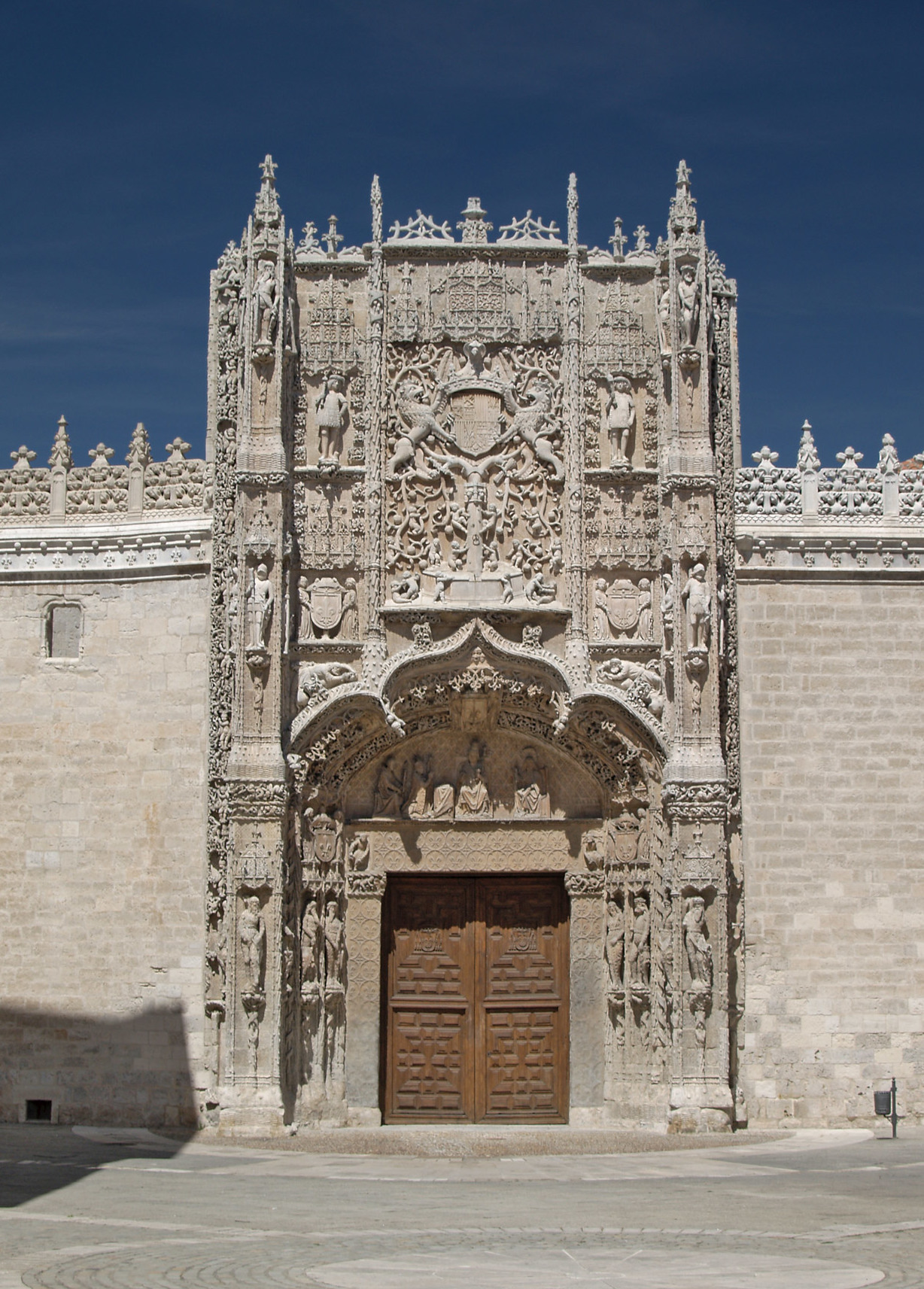
Fassade des Colegio de San Gregorio, Valladolid

Juan Guas (auch Jean Was, Jean Goas oder Yann Gwazh; * um 1430 in Saint-Pol-de-Léon, Bretagne; † um 1496 in Toledo) war ein spanischer Bildhauer, Architekt und Baumeister. Er wirkte ausschließlich in Spanien und war maßgeblich an der Entstehung der Isabellinischen Gotik beteiligt.

## Biographie
Über seine Herkunft und seinen persönlichen Lebensweg sind nur wenige Daten und Fakten bekannt; nahezu alles, was man über Juan Guas weiß, entstammt Bauurkunden und mündlichen Überlieferungen. Sein Vater war Pedro (Pierre?) Guas; er selbst war verheiratet mit María Alvarez und hatte mehrere Kinder; sein Geburts- und Todesjahr sind jedoch umstritten.  Bereits im Jahre 1448 findet man ihn an der Seite seines Vaters beim Bau der Puerta de los Leones an der Kathedrale von Toledo. 1471 wird er zum Baumeister der Kathedrale von Ávila ernannt, ohne dass man ihm signifikante Bauteile zuschreiben könnte; von 1472 bis 1491 ist er auch als Baumeister an der Kathedrale von Segovia tätig. Im Jahre 1476 wird er zum königlichen Architekten berufen und erhält den Titel maestro mayor de las obras del rey don fernando y de la reyna doña Isabel – eine Position, die er bis zu seinem Tod innehat. Er ist in der Kirche Santos Justo y Pastor in Toledo beigesetzt.

## Werke
- Kathedrale von Ávila
- Kathedrale von Segovia
- Monasterio de San Juan de los Reyes, Toledo (gilt als sein Meisterwerk)
- Colegio de San Gregorio, Valladolid
- Palacio del Infantado, Guadalajara
- Castillo de Cuéllar, Provinz Segovia
- Castillo de Belmonte, Provinz Cuenca
- Castillo de Miranda de Ebro, Provinz Burgos
- Monasterio Santa María de El Paular, Provinz Madrid

umstritten ist seine Beteiligung am
- Castillo de Jadraque, Provinz Guadalajara
- Castillo de Palazuelos, Provinz Guadalajara

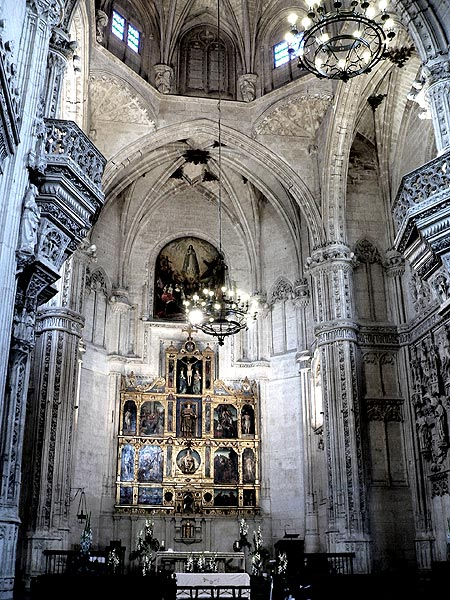
Kirche des Klosters San Juan de los Reyes, Toledo
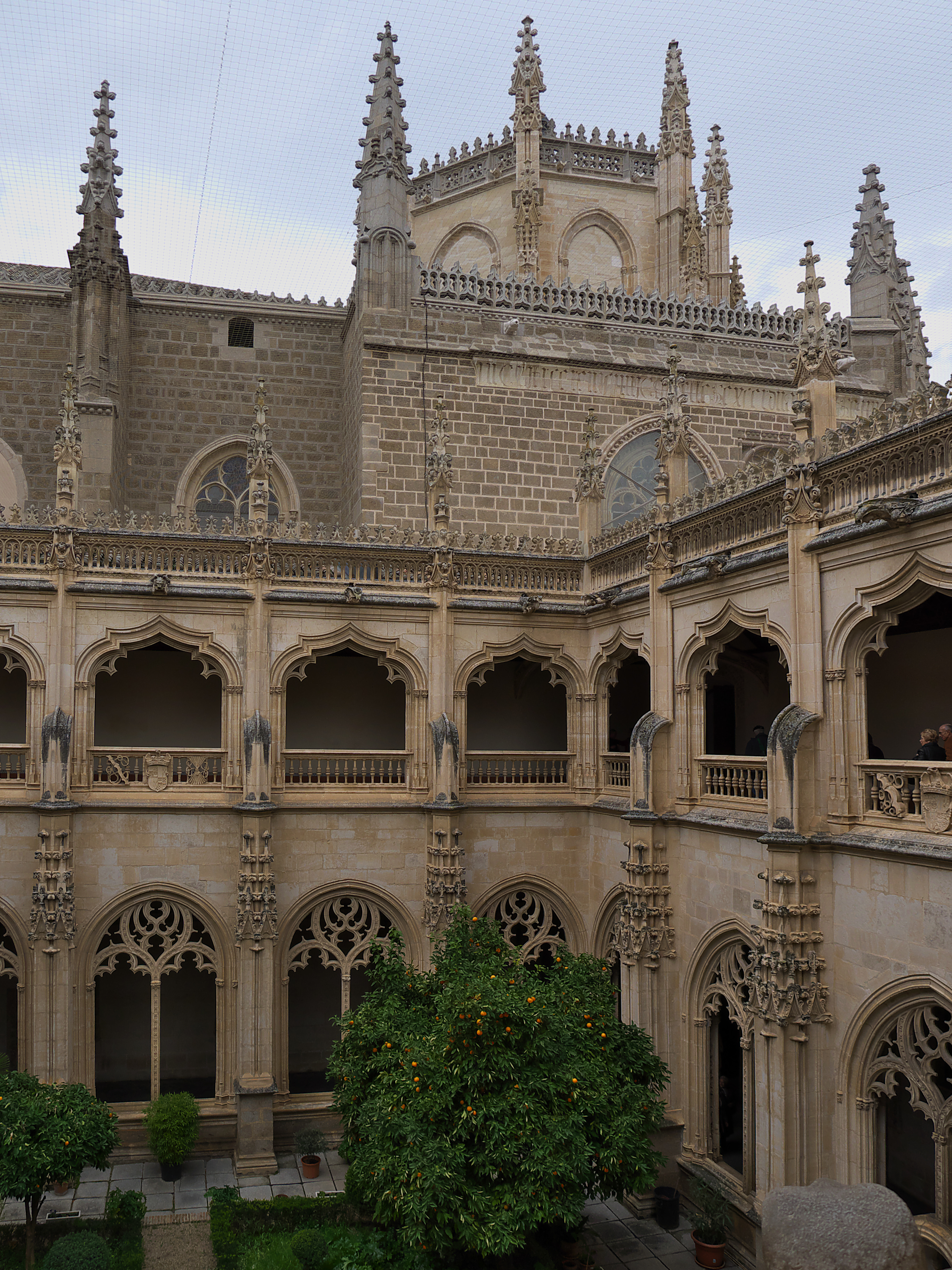
Kreuzgang von San Juan de los Reyes, Toledo
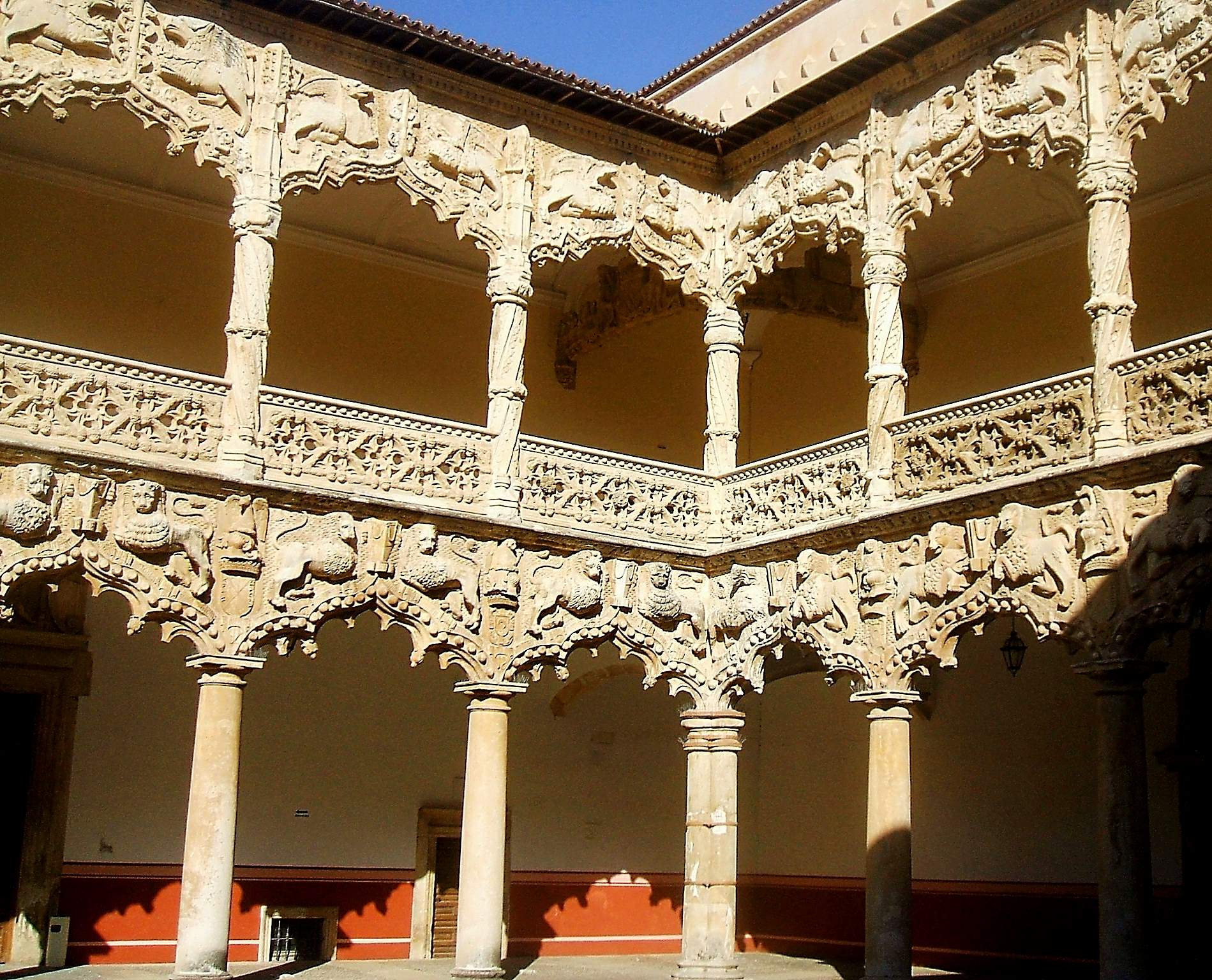
Innenhof des Palacio del Infantado, Guadalajara